# Orophodon hapaloides
Orophodon
Genre
Espèce
Orophodon hapaloides est une espèce éteinte de paresseux terrestres de la famille des Mylodontidae, la seule du genre Orophodon.

## Présentation
Orophodon a été nommé par Ameghino en 1895 (daté de 1894) et a été assigné à l’ordre des Mylodontidae par Carrol en 1988,.

## Distribution
Cette espèce est endémique de l’Argentine et a vécu lors du Pléistocène.